# Béchir Madet
Adap Béchir Madet, né le 11 novembre 1964 à Kolobo (Tchad, région du Mayo Kebbi-Est) et mort 10 novembre 2018 à Paris 8e, est un juriste et homme politique tchadien, ayant été ministre à deux reprises.

## Biographie

### Enfance et formation
Adap Béchir Madet naît le 11 novembre 1964 à Kolobo dans la région du Moyen-Chari au sud du Tchad. Après avoir fait ses études primaires et secondaires à Kolobo, son village natal, il poursuit ses études supérieures à l'École nationale d'administration et de magistrature (ENAM) de N’Djaména où il obtient le diplôme de greffier. De 1994 à 1997, il poursuit ses études en France, à l'école notariale de Nîmes. Après ses études, il rentre au pays et ouvre son propre cabinet notarial 1998 à N'Djaména, devenant ainsi le premier notaire du Tchad. 

### Carrière politique
Béchir Madet est un membre éminent du Mouvement patriotique du Salut (MPS), le parti fondé par le président du Tchad Idriss Deby. En décembre 2013, Adap Béchir Madet est nommé ministre de la Justice au sein du gouvernement de Kalzeubé Payimi Deubet. À partir de juillet 2014, un bras de fer s'engage entre Adap Béchir Madet et une partie du corps judiciaire qui réclame sa démission,. Il lui est notamment reproché de s'ingérer dans les affaires judiciaires, en ayant fait libérer des prisonniers détenus sans jugement ; ses partisans y voient plutôt la conséquence de sa lutte contre la corruption et la crainte qu'elle suscite parmi les personnes qui se sentent visées. Les observateurs locaux émettent également l'hypothèse qu'il puisse s'agir d'un règlement de comptes entre les partisans de l'ancien garde des Sceaux Jean-Bernard Padaré et les partisans de Adap Béchir Madet. Il est démis de ses fonctions moins d'un an après sa nomination, en septembre 2014, et sans que le gouvernement ne communique de raison officielle à ce limogeage.
En août 2016, il est nommé ministre du Pétrole, de l’Énergie et de la Promotion des énergies renouvelables au sein du gouvernement d'Albert Pahimi Padacké, et ce malgré son absence totale d'expérience professionnelle dans ce secteur-clé de l'économie tchadienne. Dans le cadre de ses fonctions, il est notamment chargé d'accroître les dividendes perçues par l'État tchadien pour la vente de son pétrole. En octobre 2017, il confie la commercialisation du brut du bassin pétrolier de Doba à Esso et exige un paiement en espèces et non plus en nature. En janvier 2018, il annonce une hausse importante du prix du pétrole vendu à la pompe, ce qui provoque un regain de tension sociale, dont une grève de 48 heures des transporteurs à N'djamena,. Il reste à cette fonction un peu moins de 2 ans, son ancien collaborateur Michel Boukar se voyant confié ce même ministère en mai 2018.
Parallèlement à ses activités politiques, Adap Béchir Madet publie en 2017 une autobiographie intitulée Itinéraire du paysan notaire. Il meurt à Paris le 10 novembre 2018 à la suite d'une crise cardiaque, à la veille de son cinquante-quatrième anniversaire. Il laisse une veuve et quatre enfants. Son corps a été rapatrié au Tchad pour y être inhumé dans son village natal à Kolobo. Le président Idriss Déby lui a publiquement rendu hommage devant ses proches, le 21 novembre 2018.